# 鯨岡阿美子
鯨岡 阿美子（くじらおか あみこ、1922年〈大正11年〉9月21日 - 1988年〈昭和63年〉2月22日）は、日本の女性服飾評論家。アミコファッションズ創立者。毎日ファッション大賞選考委員長。

## 経歴・年譜
1922年（大正11年）9月21日　東京市四谷区信濃町生まれ。東京府豊多摩郡井荻町字下荻窪に転居。のちに福島県磐城郡湯本村（のちの湯本町、現：福島県いわき市）で育つ。
1939年（昭和14年）福島県立磐城高等女学校卒業。（現：磐城桜が丘高校）
1939年、駿河台女学院商業科へ通学。（のちの東京YWCA専門学校、すでに閉校）
1940年（昭和15年）日本エスケイエフ興業に入社。
1941年（昭和16年）大日本文化映画協会（元日本映画社）入社。
1942年（昭和17年）国民服協会「国民服」編集部入社。半年後婦女界社　「婦女界」編集部入社。2ヶ月後毎日新聞社出版局に入社。
1943年（昭和18年）毎日新聞社入社。出版局編集部に配属「婦人日本」、「生活科学」の編集にたずさわる。
1944年（昭和19年）「戦時特別版」編集部へ移る。当時のデスクは狩野近雄（のちに常務取締役、スポーツニッポン新聞社社長）。同僚だった古波蔵保好に記事の書き方を習う。保好は後年日本エッセイスト・クラブ賞を受ける。のちに二人は結婚する。
1945年（昭和20年）4月政経部、9月に政治部に異動。政治部時代は厚生省（現厚生労働省）を担当し、また後に参議院議員になる市川房枝に知遇を得て"弟子"になる。婦人参政権の必要性にも共鳴した。農地解放や「六三三制」といった新制度を取材。連合国軍総司令部（GHQ）に日参して民主化の新しい動きを追った。
1946年（昭和21年1月）依願退職。退社後は映画会社の制作部、新協劇団を経て子供向けの週刊新聞「ジュニアタイムス」を主宰、発行したが1年ほどで休刊。結核にかかり故郷福島で療養する。
1953年（昭和28年）日本テレビ放送網に入社。同期に井原高忠（「光子の窓」、「巨泉×前武のゲバゲバ90分」で知られる）、後藤達彦（プロ野球中継のカメラ配置の基礎を作り、「11ＰＭ」の産みの親）。
1955年（昭和30年）4月日本初のファッション番組「僕と私のファッション」を製作。昼の12時15分からの30分番組で有楽町のよみうりホールから中継された。当時の若手デザイナー、芦田淳、安東武男、伊藤達也、久我アキラ、中村乃武夫、宮内裕の6人を「バンデローラ（Banderuopla）」というグループを仕立て上げ作品を毎週見せた。モデルは伊東絹子、松本弘子、松田和子、吉村真理、菅原文太、岡田眞澄などが出演した。ピエール・カルダンが出演して仮縫いを見せたこともあった。
1956年（昭和31）料理家の江上トミらの講師で知られる「奥様料理メモ」を担当。放送時間内に収めるために、料理ができるまでの過程をいくつもの状態に分けて、何分煮るとこうなります、できあがりはこうですと前もって用意したものをみせる、今の料理番組で見られる演出法は鯨岡阿美子が生み出したもの。映画のダイジェストと俳優のファッションを扱った「セ・シ・ボン・マダム」、「きものに生きる」など新しいスタイルの番組を製作。
1964年（昭和39年）日本テレビを退社。
1964年（昭和39年）アミコファッションズが発足。
1965年（昭和40年）東京婦人子供既製服製造工業組合と大阪婦人子供服同業会の共催でアミコファッションズによる第1回立体裁断講習会が開催される。
1968年（昭和43年）から大野順之助の製作指導のもと人台「アミーカ」（その後の「ドレスフォーム」）の販売を開始。これまでサイズデータの裏付けのない人台しかなかったため瞬く間に業界に広まった。JIS規格などない時代に「業界標準」を作った。
1969年（昭和44年）ザ・ファッショングループ東京支部が承認される。会長は鯨岡阿美子。
1970年（昭和45年）からプロのデザイナー、パターンメーカーのために「AMIKO NEWS」を年4回発行する。
1978年（昭和53年）通産省（現経済産業省）からザ・ファッショングループの社団法人化の認可が下りる。
1984年（昭和59年）那覇市内の琉球新報ホールで行われた染色研究家、山辺知行の講演会とティーチイン「インドの染織と沖縄の染織」の司会を務める。ティーチインに参加していた女性の染織家のグループとの面会を機に沖縄の染織家との交流がはじまる。
1986年（昭和61年）からは毎月のように沖縄を訪れる。沖縄と東京というマーケットをつなぐ役割を担う。
1988年（昭和63年）2月15日沖縄県伝統工芸指導所が主催する染織講習会が開催され講師として登壇。
1988年（昭和63年）2月22日東京で逝去、享年65歳。

## アミコファッションズ
1964年（昭和39年）鯨岡阿美子の考えに共鳴した東急グループの五島昇が「金は出すが、口は出さない」と東急文化会館（現在は渋谷ヒカリエ）6階に事務所を与え、東急の社員2名を送り込む。「日本に既製服の時代をもたらす」ことに取り組む。ちゃんとした既製服を作るには人台（ボディ）で立体的に型を取る立体裁断（ドレーピング）技術が必要で、そのためにパターンメーカー（パタンナー）要請が急務だった。当時日本には立体裁断を教える人はなく、アメリカに出向きザ・ファッショングループからプラット・インスティテュートの教授、大野順之助を紹介され招聘する。またアミコファッションズは戦後ファッション界の草分け的存在となり、三宅一生ら多くのデザイナーに影響を与え、日本のプレタポルテの黎明期に活躍した。きもの姿でパリコレクションの取材に出かけ、各国のマスコミやメディアの注目を集めた逸話もある。

## ザ・ファッショングループ
ザ・ファッショングループは1928年にファッション業界、その関連業界で働く女性のためにニューヨークに本部が設立された非営利団体。1967年鯨岡阿美子が委員長となりザ・ファッショングループ東京支部設立準備委員会が作られ、1969年（昭和44年）に東京支部が承認される。会長は鯨岡阿美子、役員に坂野惇子（ファミリア創業者）、岩田糸子（岩田硝子社長）、小林照子（小林コーセー）、田中千代（田中千代短大学長）、花井幸子（デザイナー）といった業界最前線の女性達がならぶ。会員数は約100人で発足し、アパレル業界だけでなく、化粧品、アクセサリー、教育、経営、企画・宣伝、製造・販売と多彩な分野の人材を集める。

## 毎日ファッション大賞・鯨岡阿美子賞
1990年（平成2年）生前選考委員長を務めていた毎日ファッション大賞に鯨岡阿美子賞が新設された。鯨岡阿美子賞の選考要綱はファッション界にあって、長らくその発展に寄与し、功績のあった人（グループ）。テキスタイルデザイナー、ジャーナリスト、研究者、コーディネーターなど分野を問わない。ただし、ファッションデザイナーは含まない。

## 著書
- 『きもの―選び方ときこなし』文春実用百科（1967年、文藝春秋）
- 『おしゃれな女性の生き方―あなた自身が発見するもの』（1980年4月、大和書房）